# مايكل روجيرس
مايكل روجيرس هو ممثل كندي، ولد في 18 مايو 1964 في كندا.

## أعمال

### أفلام
- (2008) فار كراي[1]

## وصلات خارجية
- مايكل روجيرس على موقع IMDb (الإنجليزية)
- مايكل روجيرس على موقع قاعدة بيانات الأفلام العربية
- مايكل روجيرس على موقع قاعدة بيانات الفيلم (الإنجليزية)